# IC 1081
IC 1081 est une galaxie lenticulaire barrée située dans la constellation de la Balance. Sa vitesse par rapport au fond diffus cosmologique est de 3 497 ± 47 km/s, ce qui correspond à une distance de Hubble de 51,6 ± 3,7 Mpc (∼168 millions d'al). Cette galaxie a été découverte par l'astronome américain Frank Müller en 1887.
À ce jour, une mesure non basée sur le décalage vers le rouge (redshift) donne une distance d'environ 70,000 Mpc (∼228 millions d'al). Cette valeur est nettement à l'extérieur des valeurs de la distance de Hubble. 

## Groupe de NGC 5791
Selon A. M. Garcia, le groupe de NGC 5791 compte au moins cinq galaxies. Les galaxies du groupe sont NGC 5791, ESO 580-52, ESO 581-6, ESO 581-13 et ESO 581-17
La distance de Hubble d'IC 1081, la galaxie voisine de NGC 5791 sur la sphère céleste, est de 51,57 ± 3,68 Mpc (∼168 millions d'al), soit pratiquement la même distance que celle de NGC 5791. Il est curieux que Garcia n'est pas inclus cette galaxie dans le groupe de NGC 5791.